# Маслук
Маслу́к (тадж. Маслуқ) — село у складі Хатлонської області Таджикистану. Входить до складу Чубецького джамоату району імені Мір Саїда Алії Хамадоні.
Назва означає інвалід.
Населення — 47 осіб (2010; 61 в 2009).